# Arides Klima

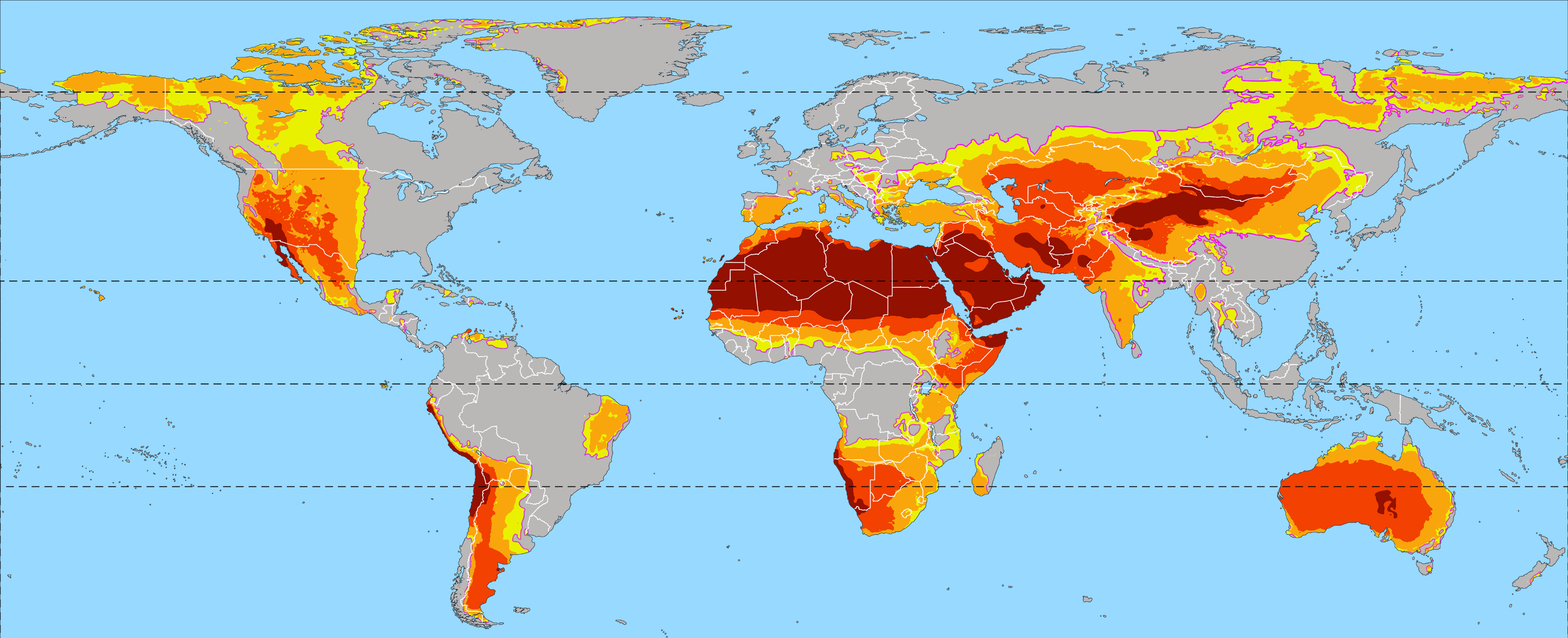
Trockenklimate der Erde (nach UNEP-Ariditätsindex, 2022/23):
– Grenze arid / humid

Arides Klima (von lateinisch aridus: trocken, dürr) – auch Trocken- oder Wüstenklima – bezeichnet nach einer häufig verwendeten Definition trockene Klimate, in denen die Summe der jährlichen Niederschläge (im 30-jährigen Mittel) geringer ist als die gesamte mögliche Verdunstung über unbelebte und Pflanzenoberflächen (Evapotranspiration). Dies hat eine Verringerung der Luft- und Bodenfeuchte zur Folge. Es ist das Gegenteil von humidem Klima. Voll aride Gebiete sind meist heiße Wüsten der Tropen und Subtropen. Auf winterkalte Wüsten der Mittelbreiten trifft dies nur in wenigen Fällen zu.
Grundsätzlich ist das Klima einer trockenen Region vollarid, wenn die klimatische Trockengrenze (Verdunstungsmenge = Niederschlagsmenge) ganzjährig außerhalb liegt (vgl. BW-Klimate und Trockengrenze nach Köppen). Aride Klimate, die regelmäßig zeitweise jenseits dieser Grenze liegen (und mehr Niederschläge erhalten), werden semiarid genannt. Konkret gibt es verschiedene Methoden zur Feststellung und Klassifizierung von Trockengebieten beziehungsweise der Feuchteverhältnisse einer Region, deren Ergebnisse in den Grenzbereichen voneinander abweichen können.
So wird etwa bei einer monatlichen Betrachtung unterschieden zwischen:
- vollaridem Klima: Niederschlag < Verdunstung gilt für zehn bis zwölf Monate im Jahr
- semiaridem Klima: Niederschlag < Verdunstung gilt für mehr als sechs bis weniger als zehn Monate im Jahr.

Semiaride Klimate, die über die Jahressummen ermittelt wurden, können nach Zeitvergleich durchaus noch semihumid sein usw. (vgl. BS-Klimate nach Köppen).
Ein typisches Kennzeichen für ein vollarides Gebiet ist seine Abflusslosigkeit. Flüsse verdunsten in ihrem Verlauf vollständig (Beispiel: Okavangodelta) oder enden in abflusslosen Seen oder Salzpfannen. Beispiele stellen der Urmiasee oder der Aralsee dar. Zwar liegen die meisten Trockengebiete im tropisch/subtropischen Wüstengürtel, weil die Passatwinde nur bis zu den sogenannten Rossbreiten gelangen, doch gibt es aride Klimate ebenso in allen anderen Klimazonen oder Gebirgsklimaten. Eine weitere Faustregel für Vollwüsten aller Klimazonen – ohne Berücksichtigung der Verdunstungsrate – sind Niederschläge unter 50 mm pro Jahr.

## Tropisch/subtropische und polare Aridität
Je wärmer die Luft, desto mehr Feuchtigkeit kann sie halten, desto größer ist jedoch auch die Niederschlagsintensität (Beispiel: Tropischer Zenitalniederschlag) und die Luftfeuchtigkeit. Dies wiederum fördert grundsätzlich den Pflanzenwuchs und die Üppigkeit der Vegetation. In Richtung Polarregionen sind die bodennahen Luftmassen kälter und können demnach wesentlich weniger Wasser halten. Es regnet in der Regel öfter, jedoch mit deutlich geringerer Intensität. Die Üppigkeit der Vegetation ist hier stärker von thermischen Faktoren und dem jahreszeitlichen Wechsel abhängig. Demzufolge ist bei ariden Klimaverhältnissen zu bemerken, dass die Summe der Jahresniederschläge und der Landverdunstung polwärts sinkt: So setzt sich ein arides Subtropenklima mit einer Jahreswasserbilanz von −10 mm beispielsweise aus 100 mm Niederschlag und 110 mm Verdunstung zusammen, während sich ein arides Polarklima mit ebenfalls −10 mm aus 30 mm Niederschlag und 40 mm Verdunstung errechnet.

## Ökophysiologische Klimaklassifikation (nach Lauer, Rafiqpoor und Frankenberg)
Die ökophysiologische Klimaklassifikation definiert die Humidität bzw. Aridität nach der Dauer der hygrischen Vegetationszeit in Monaten.
Lauer und Frankenberg definieren folgende Klassen:
- perarid: 0 Monate
- arid: 1 bis 2 Monate
- semiarid: 3 bis 4 Monate

## UNEP-Klimaklassifikation
Die weltweite Verteilung der Trockengebiete 1961 bis 1990 umfasste nach UNEP-Klimaindex 51 Millionen km2 (41 % der Landoberflächen), Lebensraum für mehr als 1/3 der Menschheit. Bis zum Ende des 21. Jahrhunderts wird erwartet, dass die Fläche auf 58 Millionen km2 anwachsen wird.
Nach Empfehlung von UNEP (United Nations Environment Programme) wird gegenwärtig die klimatische Trockenheit durch einen Ariditätsindex AI definiert, der durch die Bildung des Quotienten mit dem Wert des jährlichen Niederschlags zum Wert der jährlichen potenziellen Evapotranspiration erhalten wird. Für die Klimaregionen der Trockengebiete ist dieser dimensionslose Index kleiner-gleich 0,65.
| Definition der ariden Klimaregionen | Definition der ariden Klimaregionen |
| Bezeichnung                         | AI (UNEP-Ariditätsindex)            |
| ----------------------------------- | ----------------------------------- |
| hyperarid                           | < 0,05                              |
| arid                                | 0,05 – 0,2                          |
| semiarid                            | 0,2 – 0,5                           |
| dry subhumid                        | 0,5 – 0,65                          |

## Beispiele

Versteinerte Bäume in einem Trockengebiet nahe Thiès im Senegal

| Gebiete mit extremer Trockenheit (Auswahl)                                  | Gebiete mit extremer Trockenheit (Auswahl) | Gebiete mit extremer Trockenheit (Auswahl) | Gebiete mit extremer Trockenheit (Auswahl) |
| Name (Lage)                                                                 | Ort                                        | mittlere jährliche Niederschlagshöhe mm    | Klimazone                                  |
| --------------------------------------------------------------------------- | ------------------------------------------ | ------------------------------------------ | ------------------------------------------ |
| Atacama-Wüste ( Chile)                                                      |                                            |                                            |                                            |
| Quillagua                                                                   | 0,1                                        | hyperarid                                  |                                            |
| Arica                                                                       | 0,5                                        | hyperarid                                  |                                            |
| Iquique                                                                     | 0,6                                        | hyperarid                                  |                                            |
| Antofagasta                                                                 | 1,7                                        | hyperarid                                  |                                            |
| Calama                                                                      | 5,7                                        | hyperarid                                  |                                            |
| Copiapó                                                                     | 12                                         | hyperarid                                  |                                            |
| McMurdo Dry Valleys (Antarktika)                                            |                                            | 3 bis 50                                   | hyperarid                                  |
| Negev-Wüste ( Israel)                                                       | Eilat                                      | 22,5                                       | hyperarid                                  |
| Rub al-Chali (Arabische Halbinsel)                                          | Haima ( Oman)                              | 13,7                                       | hyperarid                                  |
| Rub al-Chali (Arabische Halbinsel)                                          | (in den Sandgebieten)                      | 40 bis 80                                  | hyperarid                                  |
| Tarimbecken ( Volksrepublik China)                                          | (Mittelwert)                               | 116,8                                      |                                            |
| Tarimbecken ( Volksrepublik China)                                          | Wüste Lop Nor                              | 17,4                                       | hyperarid                                  |
| Tarimbecken ( Volksrepublik China)                                          | Taklamakan-Wüste                           | < 30                                       | hyperarid                                  |
| Sahara (Nordafrika)                                                         | Luxor ( Ägypten)                           | 2,65                                       | hyperarid                                  |
| Sahara (Nordafrika)                                                         | Sabha ( Libyen)                            | 8,2                                        | hyperarid                                  |
| Sahara (Nordafrika)                                                         | Tamanrasset ( Algerien)                    | 53,6                                       | hyperarid                                  |
| Sahara (Nordafrika)                                                         | Bechar ( Algerien)                         | 87,6                                       | arid                                       |
| Sahara (Nordafrika)                                                         | Tozeur ( Tunesien) (Chott el Djerid)       | 140                                        | arid                                       |
| Badain-Jaran-Wüste ( Volksrepublik China) (Teil der sogenannten Wüste Gobi) |                                            | 35 bis 115                                 | hyperarid                                  |
| Mojave-Wüste ( Vereinigte Staaten)                                          | Death-Valley (Kalifornien/Nevada)          | 60                                         | arid                                       |
| Lake Eyre Becken ( Australien)                                              | Eyresee                                    | 125                                        | arid                                       |
| Great Salt Lake Desert ( Vereinigte Staaten)                                | Wendover (Utah) (Bonneville Salt Flats)    | 121                                        | arid                                       |
| Great Salt Lake Desert ( Vereinigte Staaten)                                | Großer Salzsee                             | ≈ 130                                      | semiarid                                   |
| Wüste von Tabernas ( Spanien)                                               | Tabernas (Provinz Almería)                 | 239                                        | semiarid                                   |